# Vitrai-sous-Laigle
Pour les articles homonymes, voir Laigle (homonymie).
Pour les articles ayant des titres homophones, voir Vitré et Vitray.
Vitrai-sous-Laigle est une commune française, située dans le département de l'Orne en région Normandie.

## Géographie

### Localisation
Vitrai-sous-Laigle est un village rural normand situé en périphérie sud-est de L'Aigle.
La commune se trouve dans l'aire d'attraction de L'Aigle, ainsi que dans la zone d'emploi et dans le bassin de vie de cette ville

### Communes limitrophes
Les communes limitrophes sont  Beaulieu, Chandai, Crulai, Gournay-le-Guérin, Irai et Saint-Ouen-sur-Iton.

### Géologie et relief
La superficie de la commune est de 11,33 km2 ; son altitude varie de 199  à   237 mètres.

### Hydrographie
La commune est située dans le bassin Seine-Normandie. Elle est drainée par l'Iton, le fossé 01 du Bois des Côtes et  et un autre petit cours d'eau,.
L'Iton constitue la limite nord-ouest du territoire communal. D'une longueur de 132 km, il prend sa source dans la commune de Mahéru et se jette  dans l'Eure à Acquigny, après avoir traversé 39 communes. 
Le Fossé 01 du Bois des Côtes coule quant à lui en limite sud-est de la commune.

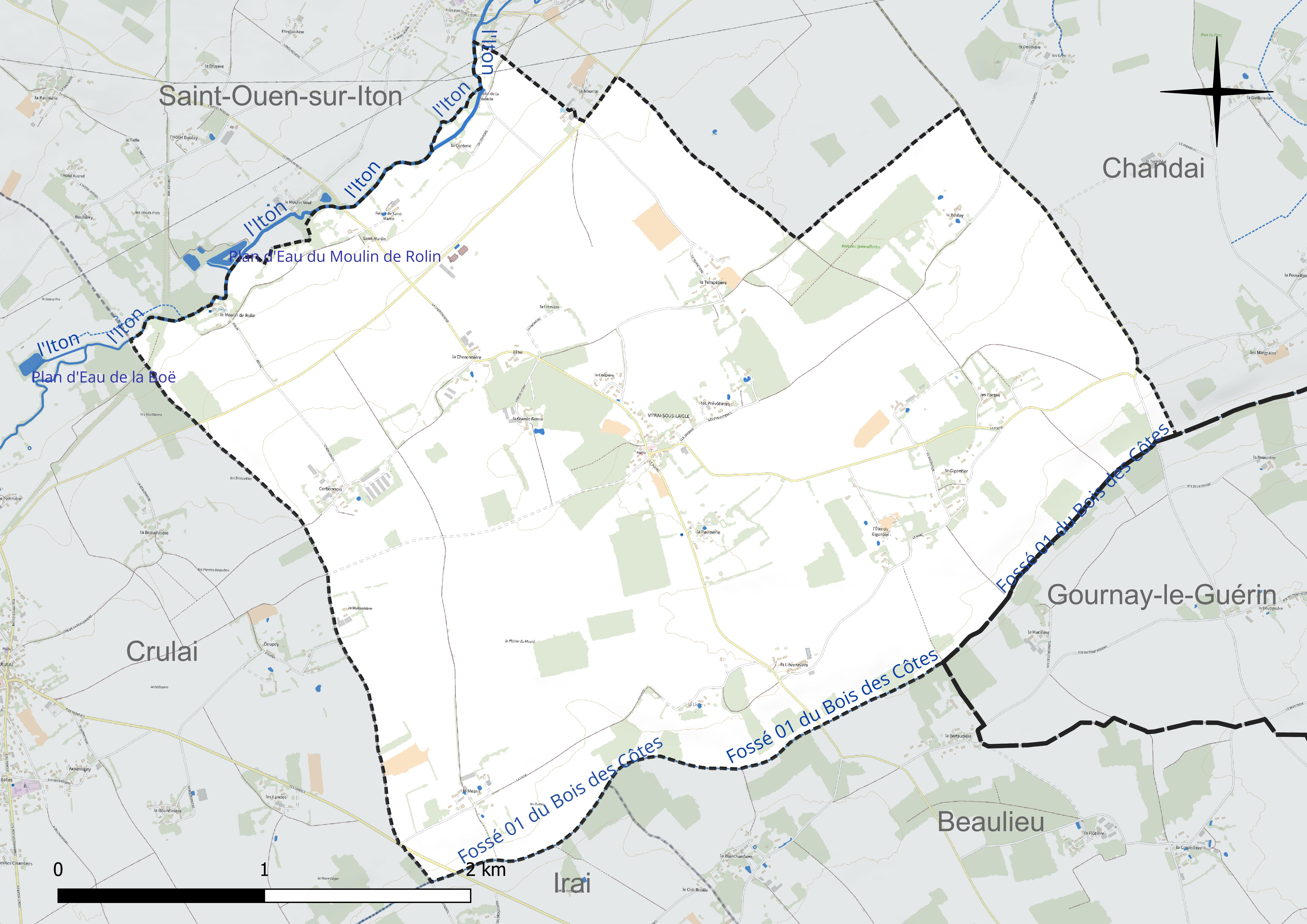
Réseau hydrographique de Vitrai-sous-Laigle.

### Climat
Pour des articles plus généraux, voir Climat de la Normandie et Climat de l'Orne.
En 2010, le climat de la commune est de type climat océanique dégradé des plaines du Centre et du Nord, selon une étude du CNRS s'appuyant sur une série de données couvrant la période 1971-2000. En 2020, Météo-France publie une typologie des climats de la France métropolitaine dans laquelle la commune est dans une zone de transition entre le climat océanique et le climat océanique altéré et est dans la région climatique Normandie (Cotentin, Orne), caractérisée par une pluviométrie relativement élevée (850 mm/a) et un été frais (15,5 °C) et venté. Parallèlement le GIEC normand, un groupe régional d’experts sur le climat, différencie quant à lui, dans une étude de 2020, trois grands types de climats pour la région Normandie, nuancés à une échelle plus fine par les facteurs géographiques locaux. La commune est, selon ce zonage, exposée à un « climat contrasté des collines », correspondant au Pays d'Ouche et au Perche et bénéficiant d’un caractère continental affirmé avec des précipitations atténuées et des amplitudes thermiques fortes.
Pour la période 1971-2000, la température annuelle moyenne est de 9,9 °C, avec une amplitude thermique annuelle de 14,3 °C. Le cumul annuel moyen de précipitations est de 756 mm, avec 12 jours de précipitations en janvier et 8,2 jours en juillet. Pour la période 1991-2020, la température moyenne annuelle observée sur la station météorologique la plus proche, située sur la commune de Beaulieu à 5 km à vol d'oiseau, est de 10,5 °C et le cumul annuel moyen de précipitations est de 836,7 mm,. Pour l'avenir, les paramètres climatiques de la commune estimés pour 2050 selon différents scénarios d’émission de gaz à effet de serre sont consultables sur un site dédié publié par Météo-France en novembre 2022.

## Urbanisme

### Typologie
Au 1er janvier 2024, Vitrai-sous-Laigle est catégorisée commune rurale à habitat très dispersé, selon la nouvelle grille communale de densité à sept niveaux définie par l'Insee en 2022.
Elle est située hors unité urbaine. Par ailleurs la commune fait partie de l'aire d'attraction de L'Aigle, dont elle est une commune de la couronne,. Cette aire, qui regroupe 32 communes, est catégorisée dans les aires de moins de 50 000 habitants,.

### Occupation des sols

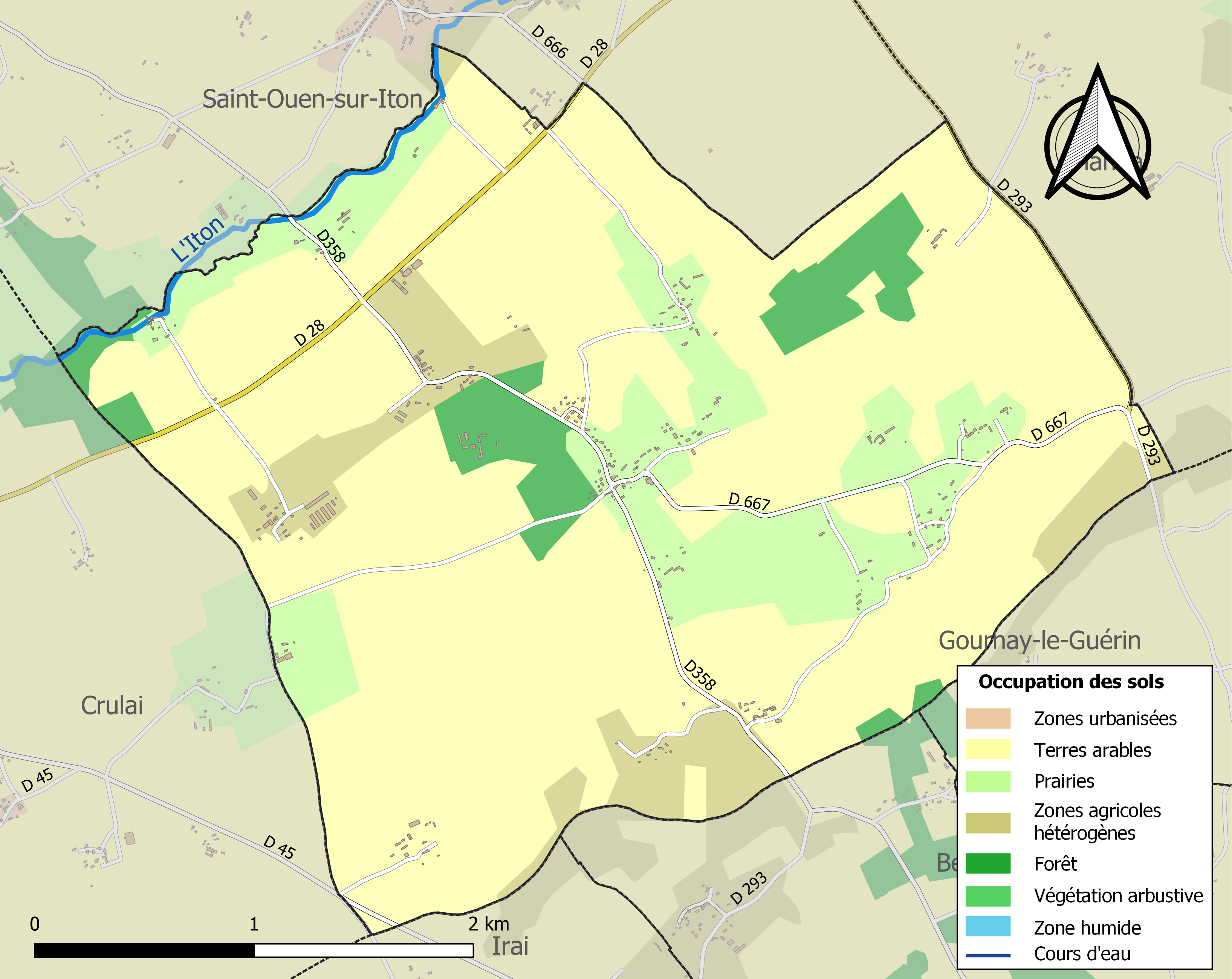
Carte des infrastructures et de l'occupation des sols de la commune en 2018 (CLC).

L'occupation des sols de la commune, telle qu'elle ressort de la base de données européenne d’occupation biophysique des sols Corine Land Cover (CLC), est marquée par l'importance des territoires agricoles (94,3 % en 2018), une proportion identique à celle de 1990 (94,3 %).
La répartition détaillée en 2018 est la suivante : 
terres arables (70,8 %), prairies (15,2 %), zones agricoles hétérogènes (8,3 %), forêts (5,7 %).
L'évolution de l’occupation des sols de la commune et de ses infrastructures peut être observée sur les différentes représentations cartographiques du territoire : la carte de Cassini (XVIIIe siècle), la carte d'état-major (1820-1866) et les cartes ou photos aériennes de l'IGN pour la période actuelle (1950 à aujourd'hui).

### Habitat et logement
En 2021, le nombre total de logements dans la commune était de 128, alors qu'il était de 123 en 2016 et de 127 en 2011.
Parmi ces logements, 75 % étaient des résidences principales, 18,6 % des résidences secondaires et 6,5 % des logements vacants. Ces logements étaient pour 99,2 % d'entre eux des maisons individuelles et pour 0,8 % des appartements.
Le tableau ci-dessous présente la typologie des logements à Vitrai-sous-Laigle en 2021 en comparaison avec celle de l'Orne et de la France entière. Une caractéristique marquante du parc de logements est ainsi une proportion de résidences secondaires et logements occasionnels (18,6 %) supérieure à celle du département (10,6 %) et à celle de la France entière (9,7 %).
| Typologie                                               | Vitrai-sous-Laigle | Orne | France entière |
| ------------------------------------------------------- | ------------------ | ---- | -------------- |
| Résidences principales (en %)                           | 75                 | 78,5 | 82,2           |
| Résidences secondaires et logements occasionnels (en %) | 18,6               | 10,6 | 9,7            |
| Logements vacants (en %)                                | 6,5                | 10,8 | 8,1            |

## Toponymie
Le nom de la localité est attesté sous les formes Vitraium en 1155, Vitray en 1793, Vitray-sous-Laigle en 1823.
La commune doit son nom à sa proximité de la ville de L'Aigle qui s'appelait Laigle jusqu'au 21 juin 1961.

## Histoire

### Époque contemporaine
Sur ordonnance du roi de France Louis XVIII du 30 juillet 1823, la commune de Saint-Martin-des-Prés, instituée par la Révolution française, fusionne au sein de Vitray-sous-Laigle',.

## Politique et administration

### Rattachements administratifs et électoraux

#### Rattachements administratifs
La commune se trouve depuis 1942 dans l'arrondissement de Mortagne-au-Perche du département de l'Oise.
Elle faisait partie de 1793 à 1982 du canton de L'Aigle, année où celui-ci est scindé et la commune rattachée au canton de l'Aigle-Est. Dans le cadre du redécoupage cantonal de 2014 en France, cette circonscription administrative territoriale a disparu, et le canton n'est plus qu'une circonscription électorale.

#### Rattachements électoraux
Pour les élections départementales, la commune fait partie depuis 2014 d'un nouveau canton de L'Aigle.
Pour l'élection des députés, elle fait partie de la deuxième circonscription de l'Orne.

### Intercommunalité
Vitrai-sous-Laigle était membre de la communauté de communes du Pays de L'Aigle, un établissement public de coopération intercommunale (EPCI) à fiscalité propre créé fin 1994 et auquel la commune avait transféré un certain nombre de ses compétences, dans les conditions déterminées par le code général des collectivités territoriales.
Conformément aux prescriptions de la loi de réforme des collectivités territoriales du 16 décembre 2010, qui a prévu le renforcement et la simplification des intercommunalités et la constitution de structures intercommunales de grande taille, celle-ci a fusionné avec la communauté de communes du Pays de la Marche pour former, le 1er janvier 2013, la communauté de communes des Pays de L'Aigle et de la Marche.
Une seconde fusion intervient dans le cadre des dispositions de la loi portant nouvelle organisation territoriale de la République du 7 août 2015, qui prévoit que les établissements publics de coopération intercommunale (EPCI) à fiscalité propre doivent avoir un minimum de 15 000 habitants, cette intercommunalité transitoire a fusionné avec la petite communauté de communes du canton de La Ferté-Frênel pour former, le 1er janvier 2017, la communauté de communes des Pays de L'Aigle, dont est désormais membre la commune.

### Administration municipale
Compte tenu de la population de la commune, son conseil municipal est composé de onze membres dont le maire et ses adjoints.

### Liste des maire
| Période                                  | Période                       | Identité                | Étiquette      | Qualité |
| ---------------------------------------- | ----------------------------- | ----------------------- | -------------- | --- |
| Les données manquantes sont à compléter. |                               |                         |                | |
|                                          |                               |                         |                | |
| décembre 1823                            |                               | Paul Auguste Moutardier |                | Premier maire de la commune fusionnée. Ancien maire de Saint-Martin-des-Prés |
|                                          |                               |                         |                | |
| 18XX                                     | 18XX                          | M. Lefèvre              |                | |
|                                          |                               |                         |                | |
| juin 1995                                | novembre 2024,                | François Carbonell      | DVG puis MoDem | Journaliste Vice-président de la CC du Pays de L'Aigle ( ? → 2012) Vice-président de la CC des Pays de L'Aigle et de la Marche (2013 → 2016) Vice-président de la CC des Pays de L'Aigle (2017 → 2024) Président de l’association des maires ruraux de l’Orne (2021 → 2024) Mort en fonction |
| janvier 2025                             | En cours (au 30 janvier 2025) | Jean-Luc Nouail         |                | Technico-commercial |

## Population et société
Les habitants sont les Victoriens et les Victoriennes.

### Démographie
L'évolution du nombre d'habitants est connue à travers les recensements de la population effectués dans la commune depuis 1793. Pour les communes de moins de 10 000 habitants, une enquête de recensement portant sur toute la population est réalisée tous les cinq ans, les populations de référence des années intermédiaires étant quant à elles estimées par interpolation ou extrapolation. Pour la commune, le premier recensement exhaustif entrant dans le cadre du nouveau dispositif a été réalisé en 2006.

En 2022, la commune comptait 213 habitants, en évolution de −7,79 % par rapport à 2016 (Orne : −3,21 %, France hors Mayotte : +2,11 %).
| 1793 | 1800 | 1806 | 1821 | 1836 | 1841 | 1846 | 1851 | 1856 |
| ---- | ---- | ---- | ---- | ---- | ---- | ---- | ---- | ---- |
| 278  | 323  | 317  | 252  | 372  | 348  | 351  | 322  | 298  |

| 1861 | 1866 | 1872 | 1876 | 1881 | 1886 | 1891 | 1896 | 1901 |
| ---- | ---- | ---- | ---- | ---- | ---- | ---- | ---- | ---- |
| 285  | 289  | 250  | 272  | 253  | 244  | 234  | 234  | 234  |

| 1906 | 1911 | 1921 | 1926 | 1931 | 1936 | 1946 | 1954 | 1962 |
| ---- | ---- | ---- | ---- | ---- | ---- | ---- | ---- | ---- |
| 239  | 232  | 232  | 235  | 225  | 200  | 206  | 202  | 193  |

| 1968 | 1975 | 1982 | 1990 | 1999 | 2006 | 2011 | 2016 | 2021 |
| ---- | ---- | ---- | ---- | ---- | ---- | ---- | ---- | ---- |
| 197  | 189  | 197  | 196  | 190  | 214  | 218  | 231  | 219  |

| 2022 | - | - | - | - | - | - | - | - |
| ---- | - | - | - | - | - | - | - | - |
| 213  | - | - | - | - | - | - | - | - |

## Culture locale et patrimoine

### Lieux et monuments
- Église abritant deux statues classées. L'ancienne pierre d'autel a été placée sur le seuil d'entrée lors des modernisations post-concile.
- Notre-Dame-des-Champs.
- Moulins sur l'Iton : 
  - Moulin à foulon, tréfilerie au lieu-dit Le Moulin de la Foulerie, équipé d'une seconde roue en 1824, et transformé en fabrique d'aiguilles à tricoter par les frères Rossignol, puis transformé en moulin à blé en 1856. Il cesse son activité après 1917[28].
  - Moulin à blé, lieu-dit Le Moulin de Rolin, construit entre 1809 et 1820 par Nicolas marais et dont l'activité cesse après 1917. Il est devenu une station de pompage pour la ville de l'Aigle[29]
- Ancienne église transformée en habitation privée.

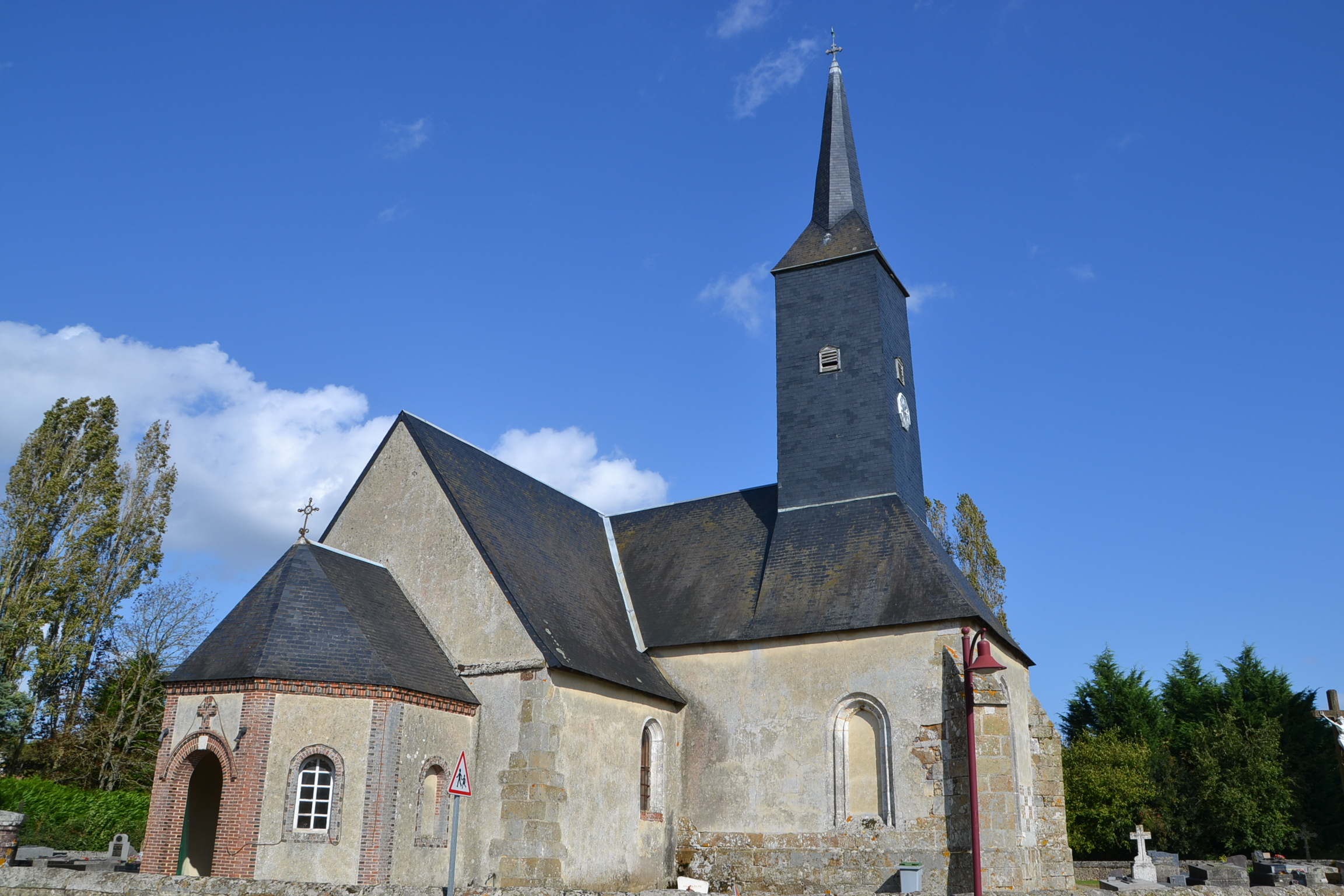
L'église...
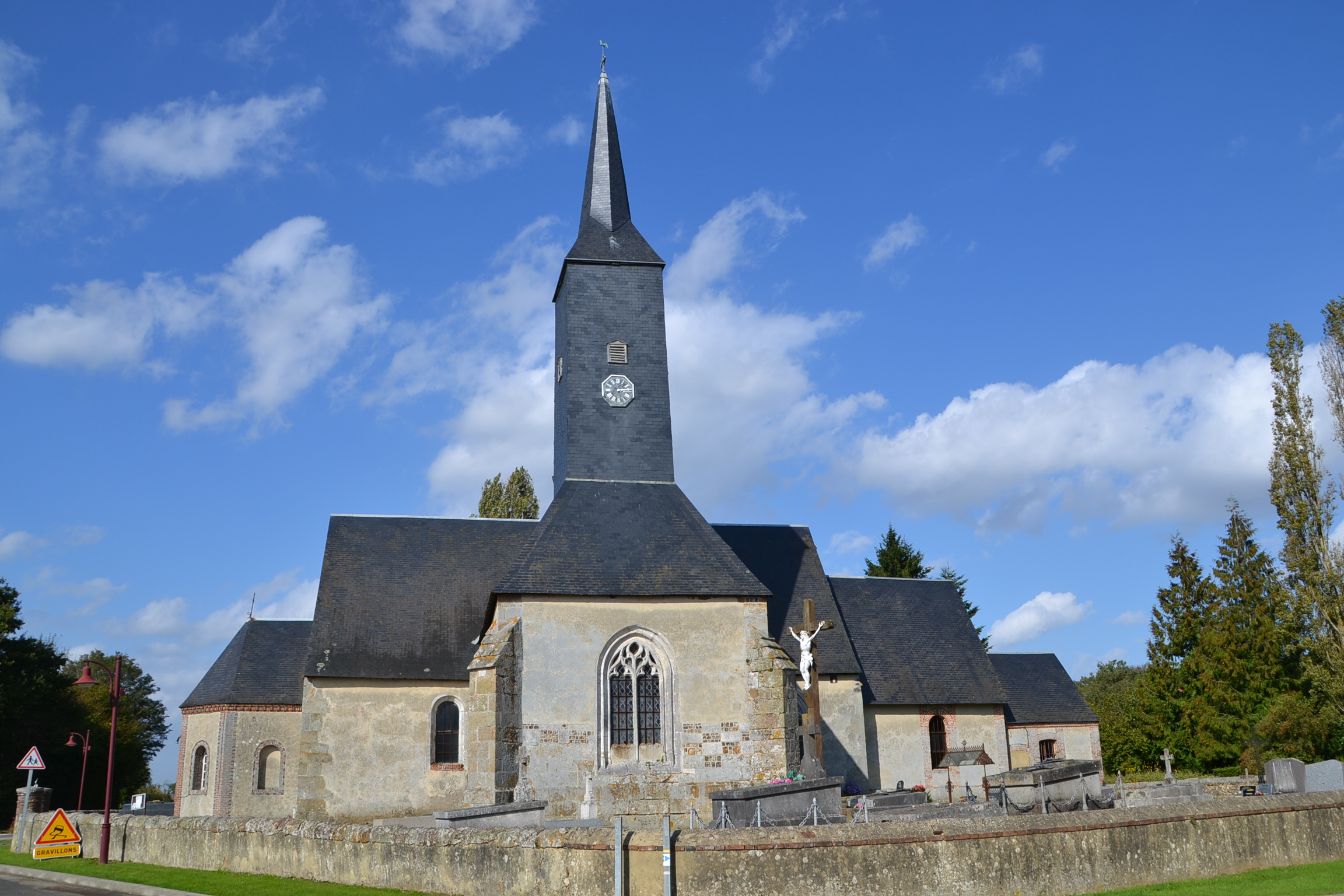
... et son côté.

### Personnalités liées à la commune
- Roger Gouhier (1928 - 1995), député communiste, maire de Noisy-le-Sec (Seine-Saint-Denis), y est né.

## Pour approfondir